# IPad Air 2
iPad Air 2 — планшет корпорації Apple, анонсований 16 жовтня 2014 являє собою iPad 6-го покоління. Основні відмінності від планшета iPad Air попереднього покоління — зменшена до 6,1 міліметра товщина корпусу, новий процесор Apple A8X, додавання дактилоскопічного сенсора Touch ID, оновлення основної фотокамери.
Ціна пристрою: 629 доларів США за 16 ГБ, 729 за 64 ГБ і 829 за 128 ГБ.

## Хронологія
| Хронологія моделей iPad                     |
| ------------------------------------------- |
| Див. також: Хронологія продуктів Apple Inc. |

Джерело: Apple Newsroom Archive.